# Protestas en Irak de 2018
Las protestas en Irak de 2018 fueron una serie de protestas civiles que ocurrieron en varias ciudades de Irak. Se desarrollaron desde el 15 de julio al 7 de septiembre de 2018.

## Desarrollo

### Julio
El 15 de julio de 2018, estallaron protestas en el sur y centro de Irak, con manifestantes incendiando la sede de Kataeb Hezbolá en Najaf y saqueando el aeropuerto de la ciudad. Los manifestantes en el sur de Irak bloquearon la frontera con Kuwait y ocuparon varios campos petroleros. En respuesta a los disturbios masivos, se desviaron los vuelos de Irán a Náyaf, y el Ejército iraquí volvió a desplegar fuerzas en el norte que estaban atacando a Estado Islámico y al grupo de Banderas Blancas hacia el sur para contrarrestar el aumento de los disturbios. Durante las protestas en Basora, dos manifestantes fueron asesinados por el aparato de seguridad de Irak, y los manifestantes en la ciudad de Sadr irrumpieron en la sede de la Organización Badr, respaldada por Irán. Al día siguiente, los manifestantes en Basora comenzaron a quemar fotos de Jomeini y continuaron asaltando las oficinas políticas del Partido Islámico Dawa, la Organización Badr y el Movimiento Nacional de Sabiduría, los manifestantes también se manifestaron contra el drenaje iraní del Shatt al- Canal árabe, que ha provocado que el agua en el sur de Irak se vuelva salina. El gobierno comenzó a tomar medidas enérgicas contra la creciente violencia durante las protestas, y hubo ocho muertes reportadas entre los manifestantes. El 21 de julio, un miliciano de la Organización Badr mató a un manifestante de 20 años en la ciudad de Al Diwaniyah.

### Septiembre
El 3 de septiembre, las fuerzas de seguridad iraquíes mataron a Makki Yassir al-Kaabi, un miembro de una tribu iraquí que protestaba cerca de la capital provincial en Basora. En respuesta a su muerte, muchos miembros de la tribu de Banu Ka'b han amenazado con tomar las armas contra el gobierno iraquí. Pocos días después, al menos 7 personas murieron y 30 resultaron heridas después de que las fuerzas de seguridad dispararon contra una protesta por la falta de servicios públicos en Basora. El 8 de septiembre, un grupo desconocido disparó 4 cohetes Katyusha al aeropuerto de Basora, no se reportaron heridos ni víctimas. El consulado de los Estados Unidos estaba situado en el aeropuerto y expresó su preocupación por los acontecimientos en Irak. Nadie se había atribuido la responsabilidad del ataque con cohetes.

## Choques espontáneos de baja intensidad
En octubre, se encontraron dos cuerpos de activistas en Basora y se sospecha que fueron víctimas de asesinatos perpetrados por milicias respaldadas por Irán.
El 17 de noviembre, el jeque Wessam al-Gharrawi, una figura destacada durante las protestas contra el deterioro de los servicios públicos y la contaminación del agua, fue asesinado por atacantes desconocidos frente a su casa en el centro de Basora.
El 5 de diciembre, los manifestantes en Basora vestían chalecos de alta visibilidad, inspirados en el movimiento francés de los chalecos amarillos. Exigieron más oportunidades de trabajo y mejores servicios. Las fuerzas de seguridad iraquíes respondieron disparando munición real contra los manifestantes, pero no se reportaron heridos.